# 高達創戰潛行者Re:RISE
《高達創戰潛行者Re:RISE》為2019年10月10日起播放的日本網路動畫，是「機動戰士高達40周年企劃」作品之一。以機動戰士鋼彈系列的衍生產品高達模型為主進行的「高達模型戰鬥」為題材作品，與題材相近的《鋼彈創鬥者》、《鋼彈創鬥者TRY》合稱《鋼彈創鬥系列》，《鋼彈創鬥者 潛網大戰》的繼作。

## 故事簡介
1st Season
傳說部隊「BUILD DIVERS」拯救EL潛行者的第2次義士聯盟戰後兩年；這時候，高達模型對戰Online（GBN）的版本經過升級，透過感官反饋，變得更有臨場感。縱使GBN變得比以前更加刺激，這裡還是充滿著各種不同想法的潛行者。悠人是個扮演著傭兵，獨自徘徊於次元世界空間的潛行者；風見是個孤傲輕佻的潛行者，希望受到別人崇拜，而加入不同團隊；美兒是個從早到晚只管進行高達模型對戰，渾身散發著神秘氣息的獨行俠潛行者；帕維茲嚮往著能夠跟其他玩家互動，卻因為害羞而一直找不到機會，是個孤單的新手潛行者。他們本來各自都是單獨行動，卻因為某個契機，就組成了另一隊「BUILD DiVERS」。而等待著悠人他們的，是超越GBN的無邊際超體驗。
2nd Season
經過連場激戰，靜止衛星發出的一道光芒，顯示出悠人他們一直以來戰鬥的「艾多拉」可能並非存在於網絡遊戲GBN的世界裡，而是存在於現實世界之中。這個狀況一度令Build Divers隊卻步。然而，在共同對抗獨眼族的過程中，與費迪及艾多拉子民之間建立的友誼，令悠人、風見、美兒、帕路維爾茲再次集結。他們想要找出意識仍被困在艾多拉的潛行者志堂真輝的下落、並查清率領獨眼族的阿魯斯真正身分，還有更重要的是要拯救無可取代的重要同伴──費迪他們所有人…沒錯，在艾多拉還有他們必須要完成的「任務」。帶著重新製作的高達模型，BUILD DiVERS隊的另一場真正的戰爭，由此展開。

## 登場人物

### BUILD DiVERS
悠人／久我悠人（Hiroto／Kuga Hiroto，聲：小林千晃）
機體：核心鋼彈,核心鋼彈II
居住在海濱城市的17歲高中生。是資深的GBN潛行者，無論作為製作人或戰士都擁有一流技術。然而近來都是一邊扮演傭兵，一邊在GBN中的次元世界尋找過去失去的摯友伊芙。
看上去性格高冷，惜字如金，看似不會對隊友抱有太多怨言，卻也被指出他其實從一開始就不信任隊友。但隨著故事進展，也漸漸的敞開心防。其後在小梅的開導下，讓他成功的去信任夥伴。
原本的個性並未如現在那般冷漠，但由於兩年前伊芙在自己眼前消逝造成的心理創傷，以及參加第二志願聯合大戰中作為阿瓦隆隊出戰，看見努力拯救莎拉的小陸反而令他產生的自卑感，從而導致他開始拒絕與人交流。
在第一季最終話得知佛萊迪的世界是真實存在後，曾一度猶豫自己可否繼續拯救他們，但回憶起伊芙臨終前，她希望悠人繼續是喜愛GBN世界的悠人，和跟佛萊迪等人相處的回憶後，決定拯救佛萊迪。
在第二季第五集(18集)的時候，拿出了塵封已久的天王星七式鋼彈進行掩護戰，並在亞爾斯利用悠人的心靈創傷企圖攻破心防時，反而讓自身更加堅強，並達到「完美的狀態」反擊亞爾斯。
風見／鳥町風見（Kazami／Torimachi Kazami，聲：水中雅章）
機體：正義騎士鋼彈、神盾騎士鋼彈
對影片分享平台G-Tube的知名直播潛行者「自護隊長」十分崇拜，因此懷抱者能成為英雄的理想。然而因為行事輕率、愛吹牛又不擅與人合作，所以戰績並不亮眼，也因此難以長期待在一個隊伍裡，但他卻能以開朗的性格享受GBN的樂趣。
由於時常不經思考的衝入敵陣，因此初期經常落得被隊友的支援射擊一併波及的下場，但是因為機體完成度高，機體沒有太大損壞。
其實在大而化之的表面下，風見也一直為自己的糟糕表現而苦惱。希望變得帥氣的他，對於「失敗」總是無法接受。但在後來的劇情任務中他才了解到，所謂帥氣並非總是光鮮亮麗的勝利。即使是免不了落敗，卻依然竭力掙扎的姿態，也可以非常「帥氣」。
與佛萊迪的姊姊邁雅之間有著微妙的關係。
現實世界是位漁夫家庭出身的青年，體型相較假想體高大壯碩的外型要來得瘦小許多。得知邁雅所處的世界是真實存在後一度猶豫，自己只是想在GBN玩英雄遊戲而已，但想起跟邁雅等人相處的回憶後決定加入拯救，且決意不讓邁雅再流下眼淚。
美兒（May，聲：渕上舞）
機體：渥頓戰艇、機動人偶小梅(藏在渥頓戰艇裝甲下的真正樣貌)
以單人遊戲為宗旨的女潛行者。只對高達模型戰鬥感興趣，每天都在GBN進行對戰。憑著即時分析出最佳的戰術，冷靜地將對手逼入絕路的戰鬥風格，讓潛行者們聞風喪膽。
雖然單人作戰非常強，但由於缺乏團隊戰的經驗，因此對於和隊友的連攜配合總是不得要領，因此在初期風見經常和敵機一起淪為她砲火下的犧牲者，為了調查艾多拉的劇情任務而跟眾人一起組隊。
第9話為了救援即將遭到奇異鋼彈擊墜的悠人，以渥頓戰艇擋下了攻擊，而曝露出藏於其中的本體，使得其他人因此發現她是電子生命體「EL潛網者」。
第10集的回憶畫面中透露機動人偶的身體為七瀨光一及柴司的作品，而她也認識包含莎拉在內的前作主角群。在現實世界中由瑪姬擔任監護人照顧，並稱其為媽媽。和悠人有微妙的關係，因為她的身體有伊芙部份的因子。
帕維茲／派屈克･亞歷山卓･李奧納多･阿格（Parviz/Patrick Alexander Reonal Alge）
機體：女武神勇士
前作角色夏赫亞的弟弟，在現實世界中因曾駕駛滑翔機失事而需以輪椅代步並放棄飛行的夢想，後來在哥哥推薦下開始接觸GBN，在故事開始時是個新手。
非常嚮往線上遊戲的玩家互動與部隊結盟等遊戲方式，但因為膽小害羞的性格，還是未能好好地去體驗。
潛行形象是有著獸耳和狐狸尾巴特徵的獸人，初期在戰鬥時一緊張就會不分敵我射擊。風見覺得他的名字難唸，就暱稱他「帕維（Par パル）」。
似乎有懼高症，也因此無法進行空中戰，因此曾一度打算離開任務，在悠人無意中的開解下，成功克服弱點讓機體回應，最終開啟機體最終形態。
得知佛萊迪的世界是真實存在後一度猶豫是否拯救，後回憶跟艾多拉村民相處和開啟機體最終形態在天空飛翔的經歷，決定加入拯救。

### GBN潛行者
伊芙（聲：水瀨祈）
悠人第一次進入GBN時遇到的女潛行者。跟她一起度過的時光，對悠人來說是最珍貴的回憶。實際是EL潛網者，也是莎拉的姐姐。

### 艾多拉
佛萊迪（Freddie，聲：加隈亞衣）
帶領悠人他們前往新舞台的領航員。有著非常旺盛的好奇心，常常太早下定論。
第一話悠人等人接受的隱藏史詩任務中出現，有著類似犬科動物的獸人外型。將接受了任務而現身的悠人一夥稱為「創造主」。
由於是最初觸發隱藏任務的人，所以能在所有人都上線的情況下將悠人等人召喚到劇情任務的場地。
邁雅（聲：三村有己）
佛萊迪的姊姊，熱心助人、十分有正義感，時常和風見鬥嘴，兩人之間維持著某種微妙的關係。
（聲：藍原琴美）
佛萊迪的哥哥，一直希望能加入對抗獨眼族的反抗軍。
亞爾斯（聲：石田彰）
在黃金國靜止衛星上的月球基地裡等待著創鬥潛網者隊到來，是個相當神秘的人物。據說是在守護某種事物……，實際是黃金國的古代人所創造的人工智慧，為了保護黃金國而存在，在以前的大戰結束後關閉隨後重新開機，並把佛萊迪他們當作是新的侵略者而展開一場前所未有的毀滅戰爭。

### 其他
向居雛田（聲：若山詩音）
悠人的青梅竹馬，隸屬於學校弓道部的少女。
對於悠人在兩年前的變化感到十分憂心，因此也私下做了許多調查。
近日在開始在G-CAFE打工，不過對於鋼彈系列的知識並不是很熟悉，目前靠著悠人給的筆記惡補中。
久我治蟲（聲：井上剛）
悠人的父親，是位文筆風格相當獨特的劇作家
久我百合子（聲：折笠富美子）
悠人的母親，從事翻譯工作。
行事風格靈活多變，和丈夫的性格可謂大相逕庭，但這依然無改於她對家人的愛。
松村健（聲：上田燿司）
悠人經常光顧的「The Gundam Base」的店長，留著和「機動戰士Z鋼彈」的漢肯艦長一樣造型的鬍子。

## 設定與用語
鋼彈模型連線對戰（Gunpla Battle Nexus Online）
簡稱「GBN」。於電腦虛擬空間「次元世界」中以鋼彈模型對戰與任務為主的虛擬實境線上遊戲。
由於遊戲世界內部也有著諸多豐富的虛擬生活機能，因此也有以社交為主要訴求的潛網者。
在升級至1.78版後，有著比起以前更加細膩的五感體驗，同時NPD的AI也經過升級，能夠做出更自然的對話。
潛網者（Diver）
於GBN中登錄玩家的通稱。虛擬的外型可以自由設定，包含各式動物或幻想生物在內，有著多不勝數的自定義機能。
EL潛網者
自GBN不斷擴大的電腦空間所誕生的電子生命體，在系統上則被視為玩家。
以第二次志願聯合大戰的莎拉為首，目前整個GBN共有87位EL潛網者，以準莎拉規格經由官方保護管束，其中也有獲准共生權限，得以在現實世界活動的案例。

## 登場鋼彈模型
核心鋼彈（Core Gundam，PFF-X7）
悠人參考了RX-78-2 鋼彈製作成的專用機，四肢比例相較於一般機體小了整整一圈，透過活用嬌小的身形施展輕快的戰法。
搭載了以太陽系行星命名的換裝合體結構「行星系統（プラネッツシステム）」，能夠和不同的支援機合體呈正常頭身比例的外型。
以太陽系行星命名支援裝甲是由於想實現伊芙探索宇宙盡頭的願望。
基本上存在兩種換裝指令：
核心轉換（Core Change）：在核心鋼彈狀態下和支援機進行合體，或是更換成不同型態換裝的指令。
限定轉換（Limited Change）：並非完全轉換型態，而是在保持當下型態的前提下更換其他型態一部分裝備的簡易換裝。
核心鋼彈Ⅱ（Core Gundam Ⅱ，PFF-X7Ⅱ）
第二季使用機體，為悠人參考了黃金國戰鬥經驗所完成的核心鋼彈綜合性能強化版。
除強化了機體構造和出力外，還追加了兼具盾牌機能的變形單元以變形為巡航型態「核心飛行者(Core Flyer)」。
地球三式鋼彈（Earthree Gundam，PFF-X7/E3）
核心鋼彈和支援機「地球裝甲（アースアーマー，Earth Armor）」合體後的姿態，主色為藍色。
該型態為基本強化型，主要是強化核心鋼彈本身具備的性能，透過追加組件強化了光束槍的輸出，原本只能生成短刃的光束劍也能延伸至正常長度。
同時盾牌內建能量匣，能夠和步槍對接使出強力的蓄力射擊。
火星四式鋼彈（Marsfour Gundam，PFF-X7/M4）
核心鋼彈和支援機「火星裝甲（マーズアーマー，Mars Armor）」合體後的姿態，主色為紅色。
該型態為格鬥戰特化型，配備有大小各異的多種近戰武器，部分武器之間具備合體的機能，用以應付尺寸比本機巨大的對手。
除了武裝之外，機體本身也強化了瞬間爆發力，以此在近身戰中獲取優勢。
金星二式鋼彈（Veetwo Gundam，PFF-X7/V2）
核心鋼彈和支援機「金星裝甲（ヴィーナスアーマー，Venus Armor）」合體後的姿態，主色為深綠色。
該型態為重火力支援型，以背包為中心搭載包含飛彈發射器及光束砲、手持光束火箭砲等大量射擊武裝，由於增設的感應器，使得射擊精準度也有所提升。
具備氣墊移動機能，藉此確保一定水準的機動性。
水星一式鋼彈（Mercuone Gundam，PFF-X7/M1）
核心鋼彈和支援機「水星裝甲（マーキュリーアーマー，Mercury Armor）」合體後的姿態，主色為深藍色。
該型態為水中戰特化型，因應水中環境和戰鬥而以魚叉發射器和魚錨槍為主力，並以噴射水流方式在水中活動，同時配備了對應接近戰用的鰭狀斬刀。
值得一提的是其配備了特殊的水中用bit，雖然無法發動靈活的全方位攻擊，卻具備干擾敵方姿勢控制或是強化自身機動力的機能，是只有經驗老到的人才能活用的裝備。
木星五式鋼彈（Jupitive Gundam，PFF-X7/J5）
核心鋼彈和支援機「木星裝甲（ジュピターアーマー，Jupiter Armor）」合體後的姿態，主色為白色。
該型態為宇宙戰特化型，主武器為能切換2種射擊模式的光束格林機砲，前臂與背部配有不同的浮游BIT能夠進行浮游炮攻擊，機動性及白兵戰亦得到大幅度的提升。
背部的浮游BIT可接到手臂上變成能展開光盾的拳套。
天王星七式鋼彈（Uraven Gundam，PFF-X7II/U7）
核心鋼彈Ⅱ和支援機「天王星裝甲（ウラヌスアーマー，Uranus Armor）」合體後的姿態，主色為紫藍色。
該型態為長距離狙擊型，能在任何狀況下都能充分發揮其精密狙擊性能，背上有3基搭有複合感測器的無線感測浮游砲及小腿外側各有1基有線式感測浮游砲。
光束射擊步槍透過伸縮槍管可切換步槍與狙擊槍模式，側身裝有內藏I力場產生器的小型盾牌以防反狙擊，也可接上感測浮游砲到步槍上當作強化瞄準器使用。
由於兩年前第二次有志聯合戰時嚴重的心理創傷，使得天王星裝甲有相當長一段時間被悠人自行封印。
土星六式鋼彈（Saturnix Gundam，PFF-X7II/S6）
核心鋼彈Ⅱ和支援機「土星裝甲（サターンアーマー，Saturn Armor）」合體後的姿態，主色為橙色。
該型態為重裝格鬥型，原本為專門針對搭載了鋼彈骨架的機體而設計的裝備。
裝甲內藏提升出力的裝置可隨時以壓倒性的力量粉碎敵人裝甲。
海王星八式鋼彈（Nepteight Gundam，PFF-X7II/N8）
核心鋼彈Ⅱ和支援機「海王星裝甲（ネプチューンアーマー，Neptune Armor）」合體後的姿態，主色為碧綠色。
該型態為特殊巡航型，雙臂的自衛用光束槍單元往後平舉後與背包武裝組合成圓環，啟動光輪推進系統作行星間飛行。
原本是為了和伊芙進行星際探索而製作的機體，在伊芙消失後，製作進度就遭到擱置。最後成為BUILD DiVERS突破大氣層的手段而製作完成，並在完成使命後功成身退。
正義騎士鋼彈（Gundam Justice Knight，ZGMF-X19AK）
風見以無限正義鋼彈為基礎製作的改造機，如其名施加了具備騎士風格的改造，同時大幅強化了防禦性能。
對原型機大量的武裝作出整理，並基於平衡性考量改成以射擊式長矛為主力武器，並且追加了具備騎士風格的單手劍作為副武器。背後則增設了披風狀的翅膀組件，並且具備和長矛與圓盾合體成支援機的機能。
有鑑於風見本身的作戰表現，因此經常遭受敵軍（或友軍）的砲火洗禮，但拜其驚人的耐久度所賜，讓風見能夠多次化險為夷。
神盾騎士鋼彈（Gundam Aegis Knight，GAT-X303K）
風見的新鋼彈模型。是以神盾鋼彈為基礎製作的改造機，將正義騎士鋼彈所著重的防禦性能予以進一步延伸，在以自身作為創鬥潛網者整體之盾的概念下，製作成盡可能地擴大了防禦範圍的機體。
渥頓戰艇改（Wodom Pod +，JMA0530-MAYBD）
這是小梅以『逆A鋼彈』中登場機體「渥頓」為設計藍本的鋼彈模型。雖然乍看之下有著深具個性的外形，卻能藉由一雙長腿施展攻擊範圍較長的格鬥術，還內藏了豐富的火器，能配合多種戰況發動最適宜有效的攻勢，有著和小梅堪稱是絕配的機體架構。
女武神勇士（Valkylander，Metal Changer）
這是帕維茲製作的機體以正義女神 Type-F SD版加以改造。有著類似史前恐龍或奇幻巨龍之類的奇特外貌，雖然散發著異於鋼彈模型的氣息，不過從機體各部位隱約看得出來，似乎還擁有某種超級機能才對。
再起鋼彈（Re:Rising Gundam）
是悠人以風見的提案作為契機，運用核心鋼彈的行星系統將四人的鋼普拉「核心鋼彈II」、「神盾騎士鋼彈」、「EX女武神勇士」、「沃頓戰艇+」合為一體的究極姿態，其目的是將四機的能源集於一點，解放最大火力，施展強力必殺技「Grand Cross Cannon」對抗亞爾斯的衛星砲。

## 音樂
片頭曲
（第1話 - 第13話）
填詞：幹葉，作曲：鈴木静那，編曲：If I，主唱：Spira Spica
「HATENA」（第14話 - 第21話、第23話 - 第24話、第26話）
填詞、作曲：堀江晶太，編曲：堀江晶太、PENGUIN RESEARCH，主唱：PENGUIN RESEARCH
片尾曲
「MAGIC TIME」（第1話 - 第13話）
填詞：須田アンナ、武部柚那、YURINO，作曲：KENTZ、MARIA MARCUS，編曲：KENTZ，主唱：スダンナユズユリー
「Twinkle」（第14話 - 第19話、第21話 -第25話）
填詞：幹葉、樹，作曲：渡邊翔，編曲：If I，主唱：スピラ・スピカ
「ハートフル」（第20話）
填詞：幹葉，作曲、編曲：saku，主唱：スピラ・スピカ

## 各話列表
| 話數       | 日文標題   | 中文標題           | 中文標題           | 中文標題         | 劇本       | 分鏡                                    | 演出                 | 作畫監督                          | 作畫監督                                |
| 話數       | 日文標題   | 中國大陸           | 台灣               | 香港             | 劇本       | 分鏡                                    | 演出                 | 角色                              | 機械                                    |
| 1st Season | 1st Season | 1st Season         | 1st Season         | 1st Season       | 1st Season | 1st Season                              | 1st Season           | 1st Season                        | 1st Season                              |
| ---------- | ---------- | ------------------ | ------------------ | ---------------- | ---------- | --------------------------------------- | -------------------- | --------------------------------- | --------------------------------------- |
| ep01       |            | 彷徨的核心高达     | 流浪的核心鋼彈     | 徬徨的核心高達   |            | 綿田慎也                                | 綿田慎也             | 戶井田珠里                        | 久壽米木信彌、宇田早輝子                |
| ep02       |            | 不为人知的任务     | 未知的任務         | 未知的任務       | 大久保朋   | 大久保朋                                | 小谷杏子             | 大張正己                          |                                         |
| ep03       |            | 应该守护的场所     | 應該守護的地方     | 應該守護的地方   | 山田靖智   | 大嶋博之                                | 大嶋博之             | 齋藤香、大籠之仁                  | 高瀨健一                                |
| ep04       |            | 负伤之翼           | 受了傷的雙翼       | 受了傷的翅膀     | 樋口達人   | 兒谷直樹                                | 兒谷直樹             | 新保卓郎                          | 重田智                                  |
| ep05       |            | 此刻 展翅高飞吧    | 展翅高飛之際       | 此刻 展翅高飛    | 安川正吾   | 寺岡巖                                  | 中原禮               | 高見明男                          | 山根理宏、阿部宗孝                      |
| ep06       |            | 岌岌可危的英雄     | 岌岌可危的英雄     | 懸崖邊的英雄     |            | 大久保朋、久藤瞬                        | 大久保朋             | 大貫健一、石井久美 大籠之仁       | 松田寬                                  |
| ep07       |            | 傷痕累累的桂冠     | 傷痕累累的桂冠     | 傷痕纍纍的桂冠   | 山田靖智   | 齊藤哲人、小林寬                        | 小谷野龍成           | 野崎真一、村瀨麻衣子              | 久壽米木信彌                            |
| ep08       |            | 使命與幻影         | 使命與幻影         | 使命與幻影       | 樋口達人   |                                         |                      | 齋藤香、中本尚                    | 高瀨健一                                |
| ep09       |            | 從隔絕的深淵       | 來自隔絕的深淵     | 從隔絕的深淵     | 安川正吾   | 久藤瞬、羽原信義                        | 羽原信義             | 新保卓郎                          | 川原智弘、鈴木勘太                      |
| ep10       |            | 在那裡的氣息       | 在那裡的氣息       | 在那裡的氣息     |            | 大槻敦史                                | 鳥羽聰               | 小谷杏子、山崎克之                | 大張正己                                |
| ep11       |            | 最後任務           | 最後任務           | 最後任務         |            | 齊藤哲人、兒谷直樹                      | 兒谷直樹             | 高見明男、石井久美 小暮昌廣       | 阿部宗孝                                |
| ep12       |            | 震動的世界         | 震動的世界         | 顫抖的世界       | 山田靖智   | 大張正己、久藤瞬 綿田慎也               | 久藤瞬               | 新保卓郎、野崎真一                | 松田寬、山根理宏 久壽米木信彌           |
| ep13       |            | 在這宇宙的某處     | 在這宇宙的某處     | 在宇宙的某個角落 | 樋口達人   | 寺岡巌、大槻敦史                        | 大久保朋             | 戶井田珠里、齋藤香 大貫健一       | 平岡雅樹                                |
| 2nd Season |            |                    |                    |                  |            |                                         |                      |                                   |                                         |
| ep14       |            | 相逢，然后…        | 相逢之後……         | 相遇，然後…      | 安川正吾   | 齊藤哲人                                | 鳥羽聰               | 村瀨麻衣子、石井久美              | 宇田早輝子                              |
| ep15       |            | 任务，再次出动     | 任務再度展開       | 任務，再臨       | 安川正吾   | 齊藤哲人、西澤晋 綿田慎也               | 久藤瞬               | 小谷杏子、高見明男                | 鈴木勘太                                |
| ep16       |            | 前往天空中的大地   | 前往天上大地       | 前往天空的大地   | 山田靖智   | 三宅和男、中原禮 久藤瞬                 | 三宅和男             | 新保卓郎                          | 松田寬、山根理宏                        |
| ep17       |            | 聖獸庫亞多倫       | 聖獸庫亞多倫       | 聖獸古亞多倫     |            | 齋藤哲人、増田敏彦                      | 池野昭二             | 野崎真一、齊藤香                  | 平岡雅樹                                |
| ep18       |            | 完美的狙擊手       | 完美狙擊手         | 完美狙擊手       | 山田靖智   | 戶部敦夫、福田己津央                    | 大久保朋             | 中本尚、小暮昌廣                  | 高瀬健一、久壽米木信彌                  |
| ep19       |            | 如果你不在         | 若是沒有你在       | 要是沒有了你     |            | 齊藤哲人 紅優                           | 久藤瞬               | 大籠之仁、村瀨麻衣子 大貫健一     | 前田清明                                |
| ep20       |            | 所托之愿           | 受托的心願         | 受托的心願       |            | 増田敏彦 榎本明広                       | 鳥羽聰               | 西田亞沙子、戶井田珠里            | 大張正己                                |
| ep21       |            | 爲了再次飛翔       | 爲了再次飛翔       | 爲了再次飛翔     |            | 古田丈司 大槻敦史                       | 池野昭二             | しんぼたくろう                    | 高瀬健一                                |
| ep22       |            | 神怪高達的最後期限 | 奇異鋼彈大限將至   | 錫爾德森的期限   |            | 斉藤哲人、増田敏彦 福田己津央           | 大久保朋             | 高見明男、小谷杏子                | 松田寛、山根理宏                        |
| ep23       |            | 抉擇時刻           | 抉擇時刻           | 選擇的時刻       |            | 増田敏彦、大槻敦史                      | 三宅和男、安藤良     | 野崎真一、斉藤香                  | 平岡雅樹                                |
| ep24       |            | 創形者隊           | 創鬥潛網者         | Build Divers     |            | 榎本明広、古田丈司                      | 鳥羽聡               | 小暮昌広、大籠之仁 中本尚         | 久壽米木信弥、高瀬健一                  |
| ep25       |            | 通向我理想中的未來 | 邁向我理想中的未來 | 前往我描繪的明天 |            | 福田己津央、大張正己 斉藤哲人、綿田慎也 | 福田己津央、池野昭二 | 西田亜沙子、むらせまいこ 大貫健一 | 平岡雅樹、宇田早輝子 大張正己           |
| ep26       |            | Re:Rise            | Re:Rise            | Re:Rise          |            | 綿田慎也、大槻敦史                      | 綿田慎也             | 斉藤香、戸井田珠里、              | 松田寛、久壽米木信弥 山根理宏、高瀬健一 |

## 外部連結
- （日語）高達創戰潛行者Re:RISE （页面存档备份，存于）
- （日語）高達創戰潛行者Re:RISE的X（前Twitter）
- GUNDAM.INFO《高達創戰潛行者 Re:RISE》官方網站(香港) （页面存档备份，存于）
- GUNDAM.INFO《鋼彈創鬥者 潛網大戰Re:RISE》官方網站(台灣) （页面存档备份，存于）
- GUNDAM.INFO《高达创形者 Re:RISE》官方網站(中國) （页面存档备份，存于）